# شهرستان گوشی
شهرستان گوشی (به لاتین: Gushi County) یک شهرستان جمهوری خلق در چین است که در شین‌یانگ واقع شده‌است. شهرستان گوشی ۲٬۹۱۶ کیلومتر مربع مساحت دارد.